# Rakovec
 Rakovec (magyarul: Rakolnok)falu és község Horvátországban Zágráb megyében. Közigazgatásilag Baničevec, Brezani, Dropčevec, Dvorišće, Goli Vrh, Hruškovec, Hudovo, Kolenica, Lipnica, Mlaka és Valetić tartozik hozzá.

## Fekvése
Zágrábtól 30 km-re északkeletre, az A4-es autópálya közelében, a megye északkeleti részén fekszik. Zágráb megye részeként a főváros tágabb vonzáskörzetébe tartozik. Rakolnok községet nyugatról és északról Szentivánzelina, északkeletről Preseka, nyugatról és délnyugatról Vrbovec község határolja.

## Története
A rakolnok birtok létét már a 12. századi okiratok is megerősítik. 1204-ben Imre király Márton bánnak adta. 1244-ben egy bizonyos Vogenislavot rakolnoki kenézként említenek, valószínűleg ő volt az őse a rakolnoki Pucsich családnak, mely több mint két évszázadig volt itt birtokos. 1440-ben Pucsich Mátyás a birtok felét a Cilleieknek engedte át. 1435-ben a település vásártartási jogot kapott. 1454-ben maga a város is Cillei Ulrik birtokába került, de 1460-ban özvegye Brankovics Katalin más birtokaival együtt a cseh származású Vitovecz János bánnak adta. Ezután Vitovecz fiainak a birtoka, akiktől hűtlenség címén Hunyadi Mátyás elvette, majd később királyi adományként Corvin János kapta meg. 1531-ben az uradalom birtokosa Zrínyi Miklós lett és 160 évig a család birtokában maradt. 1562-ben a horvát szábor úgy határozott, hogy az uradalomnak tíz katonát kell kiállítania és a királyi had teljes élelmiszer készletét ide kell összegyűjteni. A még ebben az évben bekövetkezett török támadásban a környéken csak Rakolnok várát nem támadta. A Wesselényi-féle összeesküvés bukása után Zrínyi Pétert kivégezték és birtokait elkobozták. Ekkor az uradalom felerészben a zágrábi káptalané lett, míg másik fele Zrínyi Miklós özvegye Draskovich Mária Eusebia és fia Ádám birtoka maradt. Zrínyi Ádám 1691-ben elesett a szalánkeméni csatában, birtoka a kincstárra szállt. 1710-ben az uradalmat Patacsich Boldizsár vásárolta meg. 1755-ben a Mária Terézia adóemelési rendelete hatására felizgatott parasztok gyújtották fel a várat, melyből mára egyetlen kő maradt. Az uradalom a Patacsich családé, majd 1834-ben Eleonóra grófnő halála után újra a kincstáré lett.
A falunak 1857-ben 196, 1910-ben 430 lakosa volt. Trianonig Belovár-Kőrös vármegye Kőrösi járásához tartozott. 2001-ben 245 lakosa volt.

## Lakosság
| Lakosság változása | Lakosság változása | Lakosság változása | Lakosság változása | Lakosság változása | Lakosság változása | Lakosság változása | Lakosság változása | Lakosság változása | Lakosság változása | Lakosság változása | Lakosság változása | Lakosság változása | Lakosság változása | Lakosság változása |
| ------------------ | ------------------ | ------------------ | ------------------ | ------------------ | ------------------ | ------------------ | ------------------ | ------------------ | ------------------ | ------------------ | ------------------ | ------------------ | ------------------ | ------------------ |
| 1857               | 1869               | 1880               | 1890               | 1900               | 1910               | 1921               | 1931               | 1948               | 1953               | 1961               | 1971               | 1981               | 1991               | 2001               |
| 196                | 218                | 265                | 318                | 407                | 430                | 396                | 402                | 368                | 349                | 347                | 283                | 267                | 227                | 245                |

## Nevezetességei
- Szent György tiszteletére szentelt plébániatemploma[3] 15. századi eredetű gótikus stílusú volt, de 1750 körül barokk stílusban építették át. 1973 és 1975 között megújították. Az eredeti barokk belsőből fennmaradtak Szent György, Szent Antal, Szent Borbála, Szent Mária Magdolna és Szent Bertalan szobrai. Egykor itt volt káplán a neves horvát költő Tituš Brezovački.
- A plébánia épülete
- Szentháromság-szobor
- Rakolnok egykori várának csak a helye ismerhető fel.